# Jean Mueller
Jean Mueller (1950) es una astrónoma de Estados Unidos. Descubrió cometas, planetas menores y un número grande de supernovas en el Observatorio de Palomar en California.

## Carrera científica
| (4257) Ubasti      | 23 de agosto de 1987    |
| (4558) Janesick    | 12 de julio de 1988     |
| (6569) Ondaatje    | 22 de junio de 1993     |
| 9162 Kwiila        | 29 de julio de 1987     |
| (11028) 1987 UW    | 18 de octubre de 1987   |
| (11500) Tomaiyowit | 28 de octubre de 1989   |
| (12711) Tukmit     | 19 de enero de 1991     |
| (16465) Basilrowe  | 24 de marzo de 1990     |
| (19204) Joshuatree | 21 de junio de 1992     |
| (24658) Misch      | 18 de octubre de 1987   |
| (360191) 1988 TA   | 5 de octubre de 1988    |
| (408752) 1991 TB2  | 3 de octubre de 1991    |
| (412976) 1987 WC   | 21 de noviembre de 1987 |

En 1983, se convirtió en la primera mujer en operar el histórico telescopio Hooker en el Observatorio del Monte Wilson. Luego, en 1985, se convierte en la primera mujer contratada como operadora de telescopio en el Observatorio de Palomar.
En el Observatorio de Palomar trabajó con el telescopio Samuel Oschin logrando tomar más de 5500 placas fotográficas. Fue parte del grupo de trabajo del Segundo mapa del cielo del Observatorio de Palomar (POSS II), un proyecto para obtener datos astronómicos. 
En su tiempo libre empleó centenares de horas analizando las placas del POSS II, buscando cometas, asteroides y supernovas.

## Descubrimientos
Descubrió un total de quince cometas, incluidos siete cometas periódicos y ocho cometas no periódicos.
El Minor Planet Center le atribuye el descubrimiento de trece planetas menores numerados durante 1987-1993, incluidos varios objetos cercanos a la Tierra como los asteroides Apolo 4257 Ubasti, 9162 Kwiila y 12711 Tukmit y el asteroide Amor 6569 Ondaatje. 
Mueller también descubrió 107 (9 enumeradas como codescubrimientos) supernovas.

## Honores
El asteroide interior del cinturón principal de la familia Hungaria, 4031 Mueller, recibió su nombre en honor a Jean Mueller por sus descubrimientos astronómicos. La cita oficial del nombre fue publicada por el Minor Planet Center el 12 de diciembre de 1989 (M.P.C. 15576). 

## Afiliaciones
Jean Mueller es una asesora de la comunidad Meade 4M que apoya sus actividades de divulgación.